# Липеровский, Лев Николаевич
Ле́в Никола́евич Липеро́вский (31 декабря 1887 (13 января 1888), Москва — 3 февраля 1963, Сент-Женевьев-де-Буа) — протоиерей Русской православной церкви, настоятель Свято-Никольской церкви при Русском доме в Сент-Женевьев-де-Буа.

## Биография
Родился 31 декабря 1887 года в Москве в семье священника.
Окончил 7-ю московскую гимназию и в 1907 году поступил на медицинский факультет Московского университета.
Студентом-медиком вступил в библейский кружок и занимался миссионерской работой в Москве. Вольнопрактикующий врач в деревне (1913).
В Первую мировую войну работал на фронте.
Будучи активным членом общества «Маяк» и Христианского союза молодых людей (YMCA), получил от патриарха Тихона особое благословение на миссионерскую работу среди студентов.
После революции 1917 года уехал с семьёй в Сибирь, попал в Китай. Участвовал в съезде Всемирной студенческой федерации в Пекине (1922).
Был командирован в Европу для организации религиозной работы среди студенчества в эмиграции. Активный член Русского студенческого христианского движения (РСХД). Секретарь пражского студенческого христианского объединения. Один из устроителей в 1923 года первого организационного съезда РСХД в местечке Пршеров (Чехословакия), где был избран секретарём РСХД.
В 1923—1925 годах — редактор «Духовного мира студенчества», издаваемого РСХД в Праге и в Париже (всего вышло пять номеров).
К 1925 году переехал в Париж, где стал членом учредительного комитета Свято-Сергиевского подворья в Париже. В том же году рукоположён в сан диакона.
В 1934 гору рукоположён в сан иерея, назначен помощником настоятеля Введенской церкви в Париже.
В 1935 году назначен вторым священником Свято-Никольской церкви при Русском доме в Сент-Женевьев-де-Буа, где помогал в служении протоиерею Александру Калашникову. С 1941 года стал настоятелем этой церкви.
В 1945 году вместе с митрополитом Евлогием (Георгиевским) перешёл под омофор Московской патриархии.
В 1946 году, в отличие от большинства клириков и верующих, остался в лоне Русской православной церкви. В том же году возведён в сан протоиерея.
В 1947 году упомянут как настоятель Успенской церкви при Русском кладбище в Сент-Женевьев-де-Буа близ Парижа, а также церкви святого Германа в Вильмуасоне (Франция).
Затем стал настоятелем Свято-Никольской церкви при Русском доме в Сент-Женевьев-де-Буа в юрисдикции Московского патриархата.
В 1949—1953 годах — член совета экзархата Московской патриархии в Западной Европе.
В 1952 году вошёл в попечительский комитет Русского кладбища Сент-Женевьев-де-Буа.
Преподавал на пастырских курсах Патриаршего экзархата, где читал курс Нового Завета. Принимал участие в создании учебников «Закона Божия» (библейские разделы).
В 1959 году посетил Москву, патриархом Алексием I был награждён Патриаршим крестом. Этой поездке посвящена вышедшая в следующем году книга «Сорок лет спустя».
В 1960 году протоиерея Льва Липеровского разбил паралич. В последние годы проживал в Русском доме в Сент-Женевьев-де-Буа.
Скончался 3 февраля 1963 года в Париже. Похоронен на кладбище Сент-Женевьев-де-Буа.

## Публикации
- Таинство христианского брака. — Тарту, 1937. — 11 с.
- Живые камни // Вестник русского христианского движения. 1937. — № 9-12. — С. 15-18
- Сорок лет спустя (Поездка в Россию). — Париж, 1960 (ротаторное издание).
- Чудеса и притчи Христовы. — Париж, 1962. — 177 с.
- Так говорит Дух Церкви. — Париж, 1955 (ротаторное издание).
- Сорок лет спустя // Церковь и время. 2014. — № 3 (68). — С. 157-268